# Tany de la Riva
Tany de la Riva, nombre artístico de Anthony Vergara (Lima, 1992), es una drag queen, bailarín, maquillador y artista escénico.Su personaje se dio a conocer en la televisión peruana al ganar el primer reality show de drag queens Reinas de la Noche, concurso presentado en el programa Enemigos Públicos.
Ha participado en diferentes programas con temática drag; además de incursionar en el mundo de la actuación, apareciendo en las películas Invasión Drag (2020) y Arde Lima (2024).
A través de su arte Drag se ha convertido en vocero de los derechos LGBTIQ+ y la lucha por la no discriminación; promoviendo, de esta manera, que miembros de la comunidad se empoderen de su realidad y se unan en la lucha por una sociedad de tolerancia.

## Carrera
Anthony Vergara, de 29 años, es un artista drag peruano que se inició como bailarín en el mundo de los escenarios. A los 19 años creó el personaje Tany de la Riva con el que hoy no solo es su medio de trabajo, sino también la manera de llevar "un mensaje de fuerza y aliento para aquellos que aún no tienen el coraje de aceptarse frente al mundo y vivir su verdad". Además de ser un artista escénico, es estilista y maquillador.
En el 2010 se presentó en un concurso de talentos de una discoteca gay de Lima, al ser seleccionado se le pidió que realizara nuevamente su show, pero vestido de mujer. Desde ese momento nació el personaje Tany de la Riva el cual, comenta, nace de su versión femenina y está inspirado en las personalidades de su madre y abuela.
Ha participado en diferentes casting logrando ser conocido, en la televisión peruana, al ganar en 2011 el concurso "Reinas de la Noche" del programa Enemigos Públicos.Desde entonces, ha trabajado en diferentes discotecas de lima y del interior del país. presentando en los escenarios sus performances temáticos. Además, ha llevado su arte fuera de Perú, como a Santiago de Chile.
También se puede ver a Anthony Vergara actuar en diferentes obras de teatro, entre ellas, Lip Sync For Your Life. También ha participado en las películas Invasión Drag (2020)y Arde Lima (2024).
En 2023, Carmen Escobar y el productor Ítalo Carrera presentan Me vestí de reina. Diez historias de vida drag en el Perú, libro que relata lo que significa vivirse drag en la sociedad peruana, y en la cual, una de esas historias es la de Tany de la Riva.
Anthony Vergara, a través de su arte drag se ha convertido en vocero de los derechos LGBTIQ+ y la lucha por la no discriminación; promoviendo, de esta manera, que miembros de la comunidad se empoderen de su realidad y se unan a la lucha por una sociedad de tolerancia.

## Filmografía

### Películas
| Año  | Título        | Papel      | Ref.         |
| ---- | ------------- | ---------- | ------------ |
| 2020 | Invasión Drag | Ella misma | [ 11 ]       |
| 2024 | Arde Lima     | Ella misma | [ 6 ] [ 13 ] |